# Пацани (фільм)
«Пацани» (рос. «Пацаны») — російський радянський повнометражний кольоровий художній фільм 1983 року режисера Дінари Асанової. Виробництво кіностудії «Ленфільм».
Прем'єра фільму в СРСР відбулася у вересні 1983 року.

## Сюжет
Павло Васильович — начальник табору для важких дітей. Тих, хто стали жертвами неблагополуччя в сім'ї і в суспільстві, розлючені і добрі, чутливі і черстві, розумні і дурні — різні. У кожного своя манера поведінки, свої погляди і судження. Павло Васильович намагається допомагати їм, усе ще дітям, яким так рано довелося зіткнутися з труднощами і протистояли світу дорослих.

## У ролях
- Валерій Прийомихов — Павло Васильович Антонов, начальник літнього спортивно-трудового табору для важких підлітків
- Андрій Зиков — Вова Кірєєв
- Серьожа Наумов — Саша Білоусов
- Євген Никітин — Олег Павлович Куренной
- Олег Хорев — Андрій Зайцев
- Олександр Совков — Рубльов
- Ольга Машна — Марго (Маргарита Кірєєва), сестра Вови
- Олександр Харашкевич — Борис Шмирев
- Олексій Полуян — Синіцин
- Віктор Міхєєв — командир загону
- Юліан Груздєв — командир загону
- Володимир Гусєв — командир загону

В епізодах:
- Борис Аракелов — Сергій Григорович
- Катерина Васильєва — мама Зайцева
- Зіновій Гердт — судовий засідатель
- Б. Гнусов
- Валерій Кравченко — папаша
- В. Козлова
- М. Крутікова
- Сергій Лосєв — тренер Василь Васильович
- Марина Левтова — подруга Кості
- Любов Малиновська
- Л. Малюхова
- Юрій Мороз — Костя
- Галя Машная
- Ірина Соколова
- Людмила Старіцина — Наташа, секретар райкому комсомолу
- Л. Тихвинська
- С. Трусова
- Лора Умарова — інспектор дитячої кімнати міліції
- Наташа Решетнікова (в титрах не вказана)
- Віталій Черницький — льотчик у формі цивільної авіації (в титрах не вказаний)
- Анвар Асанов — Базанов
- Едик Вакуєв
- Теймур Гасан-заде
- Женя Гітіс
- Вадим Захаров
- Саша Каток
- Сережа Кісс
- Антон Королькевич
- Коля Коробов
- Юра Левін
- Даня Лапигін
- Володя Ласкарев
- Вітя Миронович
- Коля Максимов
- Володя Михайлов
- Ігор Монотейніков
- Саша Найдьонов
- Толя Рубцов
- Саша Раковець
- Митя Савельєв
- Льоша Смирнов
- Олег Суменков
- Саша Симонов
- Олег Сухоруков
- Міша Царьов
- Алі Чінокаєв

- У фільмі брав участь журналіст Владислав Коновалов

## Знімальна група
- Автор сценарію — Юрій Клепіков
- Режисер-постановник — Дінара Асанова
- Оператор-постановник — Юрій Векслер
- Художники-постановники — Наталія Васильєва, Володимир Свєтозаров
- Композитор — Віктор Кисін, Віталій Черницький
- Звукооператор — Аліакпер Гасан-заде
- Пісні — Віталія Черницького
- Слова — Віктора Большакова
- Режисер — Людмила Кривицька
- Оператор — А. Насиров
- Монтаж — Тамари Ліпартія
- Редактор — Світлана Пономаренко
- Грим — Л. Рижової
- Художник-декоратор — Михайло Суздалов
- Асистент режисера — В. Дятлов
- Асистенти оператора — А. Устинов, А. Янковський
- Асистент художника — Тамара Сеферян
- Асистент звукооператора — Олександр Груздєв
- Асистент по монтажу — Ніна Душенкова
- Помічники режисера — Л. Громова, С. Трусова
- Художник-фотограф — Е. Кацев
- Головний консультант — Е. Зігаленко
- Консультант — Р. Салаватов
- Симфонічний оркестр Ленінградської державної філармонії, диригент — Павло Бубельніков
- Адміністративна група — М. Бочевер, Є. Решетніков, В. Ласкарєв
- Директор картини — Ігор Каракоз
- Фільм знятий на плівці Шосткинського в/о «Свема»

## Видання на відео
В Росії в 1990-і роки «Студія 48 годин» випускала цей фільм на відеокасетах VHS.
У 2000-ті роки фільм відреставрований і випущений на DVD виданням «Крупний план».